# Karim Chaïbi
Vous pouvez aider à l'améliorer ou bien discuter des problèmes sur sa page de discussion.
- Il ne cite pas suffisamment ses sources. Vous pouvez indiquer les passages à sourcer avec {{référence nécessaire}} ou {{Référence souhaitée}}, et inclure les références utiles en les liant aux notes de bas de page. (Marqué depuis mars 2024)
- Certaines informations devraient être mieux reliées aux sources mentionnées dans la bibliographie ou les liens externes. Améliorez sa vérifiabilité en les associant par des références. (Marqué depuis mars 2024)

- Archive Wikiwix
- Bing
- Cairn
- DuckDuckGo
- E. Universalis
- Gallica
- Google
- G. Books
- G. News
- G. Scholar
- Persée
- Qwant
- (zh) Baidu
- (ru) Yandex
- (wd) trouver des œuvres sur Wikidata

Pour les articles homonymes, voir Chaïbi.
Œuvres principales
Karim Chaïbi, est un historien et cartographe franco-algérien né à Lyon le 17 octobre 1973.

## Biographie
Né à Lyon où il a étudié les langues étrangères et l'histoire (Lyon II), Karim Chaïbi s’est lancé dans l'écriture après de nombreux séjours dans sa région d'origine (Sétif). Attiré par le monde romain, il fait sa première recherche (maitrise) sur le quartier juif de Doura Europos au IIIe siècle (Syrie) en 1998.
Karim Chaïbi est spécialiste de l'histoire de la région de Sétif, dont il a notamment écrit une première monographie en 2010 (De Stifis à Sétif, Dalimen, Alger).
En 2012, il signe son deuxième ouvrage l'Atlas historique de l'Algérie, édité pour le cinquantenaire de l'indépendance algérienne. Le livre se propose comme un ouvrage de référence avec un recueil de cartes de toutes les périodes historiques de l'Algérie, s'appuyant sur des travaux scientifiques universitaires. Plus de 130 cartes accompagnées de textes et d'images proposent de parcourir les événements marquants du territoire et du peuple algérien, de la préhistoire à nos jours.
Après l'Atlas Historique de l'Algérie édité en 2012, il publie un nouvel atlas sur la région de Sétif entre 1945 et 1962.

## Publications
- De Stifis à Sétif, éditions Dalimen, Alger, 2009.  (ISBN 978-9961-759-71-4)
- Atlas historique de l'Algérie, éditions Dalimen, Alger, 2012.  (ISBN 978-9931-306-56-6)
- Sétif 1945-1962, Atlas historique régional, éditions Dalimen, Alger, 2015. Des massacres à l'indépendance.